# NHL 22

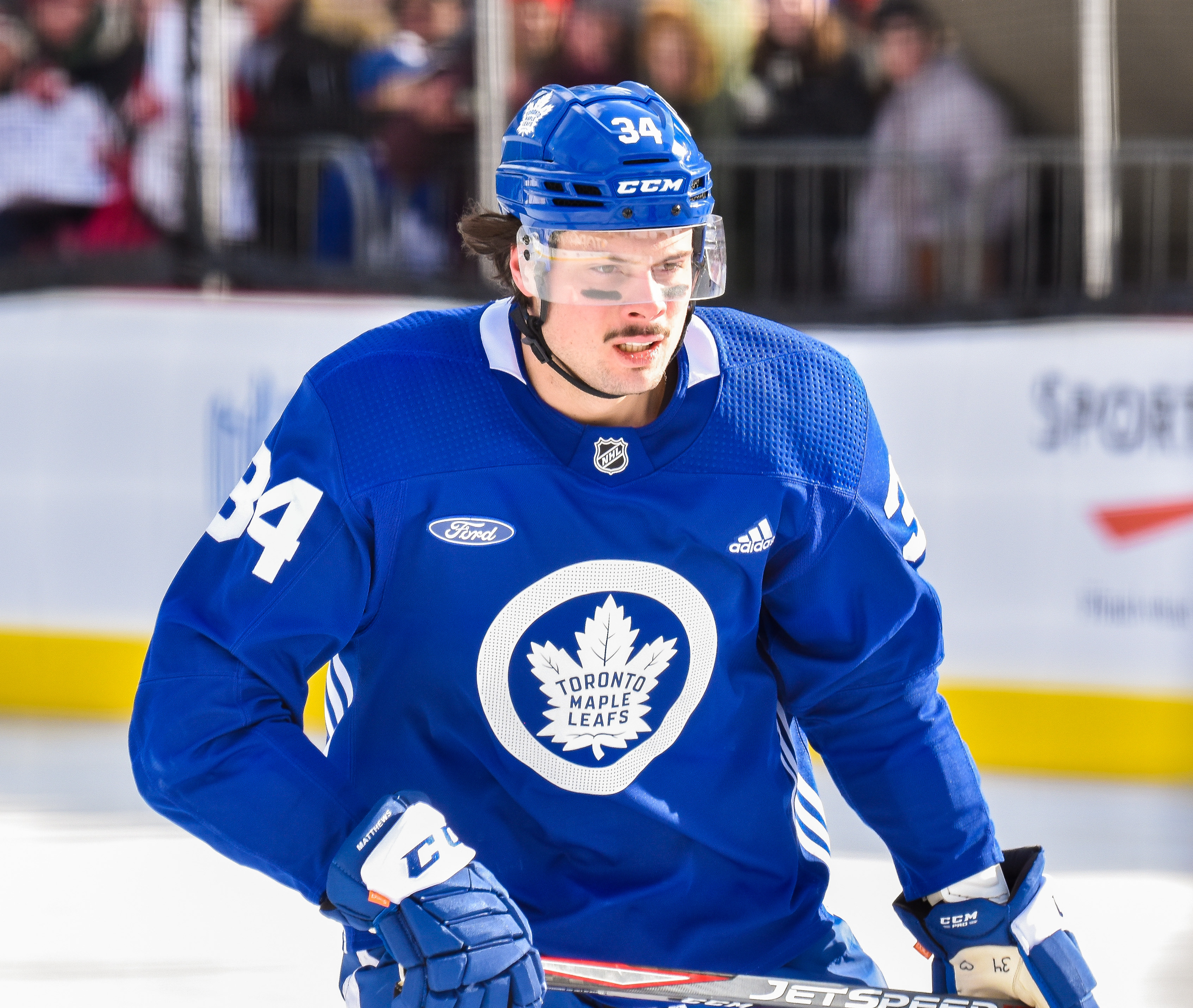
Auston Matthews från Toronto Maple Leafs medverkar på spelets omslag.

NHL 22 är ett ishockeyspel utvecklat av EA Vancouver och utgiven av EA Sports. Den släpptes den 15 oktober 2021 till Playstation 4, Playstation 5, Xbox One, Xbox Series X och Series S. Auston Matthews från Toronto Maple Leafs, som även syntes på omslaget till NHL 20, medverkar på spelets omslag.

## Funktioner
Spelet är det första i serien som använder sig av spelmotorn Frostbite Engine. Spelet introducerar X-Factor, som är egenskaper för olika spelare.
Seattle Kraken debuterade i spelet i och med att klubben anslöts till NHL inför säsongen 2021/2022.
Spelet använder sig av den nya funktionen Roster Sharing, som låter spelaren skapa sina egna laguppställningar, vilka kan delas med andra spelare.
I december 2021 uppdaterades landslagen med officiella matchtröjor, och spelet utökades med junior- och damlandslag.
I mars 2022 togs Ryssland och Belarus landslag bort efter att länderna invaderade Ukraina 2022.
I maj 2022 uppdaterades spelet med officiella landslagströjor och laguppställningar för ishockey-VM 2022.

## Mottagande
Playstation 5-versionen av NHL 22 mottogs med blandande recensioner från spelkritiker enligt webbplatsen Metacritic.